# Alfabeto esloveno
O alfabeto esloveno é derivado do alfabeto latino, incluindo 25 caracteres, três dos quais por adição de diacríticos:
As letras Q, W, X e Y são utilizadas apenas em palavras estrangeiras, sobretudo nomes.